# روابط عمومی
روابط عمومی به علمِ مدیریتِ چرخهٔ اطلاعات، مابینِ یک فرد یا سازمان (اعم از بازرگانی و اقتصادی و دولتی یا سازمان مردم‌نهاد)، با عموم گفته می‌شود.
روابط عمومی مجموعه‌ای اقدامات و فعالیت های برنامه ریزی شده ی یک سازمان است که هر سازمان برای برقراریِ ارتباطاتِ مؤثر و هدفمند با گروه‌هایی که با آن در ارتباط‌اند، انجام می‌دهد.
روابط عمومی، روبه‌رو شدنِ یک سازمان یا مؤسسه با مخاطبانش را از طریق پرداختن به موضوعات و مطالب و اخباری انجام می‌دهد که به منافعِ مشترک آن‌ها مربوط است. سخنرانی در کنفرانس‌ها، همکاری با رسانه‌ها و بهره‌وری از آنها، ارتباطات بحران، اشتغال به امورِ اجتماعی از طریق رسانه‌ها و ارتباط با کارکنان، در زُمرهٔ وظایف این حرفه است. فعالیتِ روابط عمومی، چندان مستقیم و ملموس نیست و همین، فرق آن با تبلیغات است. روابط عمومی می‌تواند برای ساختن روابطِ تفاهم‌آمیز با کارکنان، مشتریان، سرمایه‌گذاران، رأی‌دهندگان و عموم مردم به کار رود.
تقریباً هر سازمانی که با افکار عمومی سروکار دارد و نیازمند ارائه‌ٔ تصویرِ روشنی از خود نزد آن است، گونه‌ای از روابط عمومی را به خدمت می‌گیرد.
برخی از رشته‌های مرتبط تحت نام ارتباطات شرکتی نظیرِ روابط رسانه‌ای، روابط سرمایه‌گذاری، ارتباطات داخلی و روابط کارْ وجود دارند که به فعالیت‌های روابط عمومی ربط دارند.
کارکنانِ روابط عمومی عموماً توجه خود را به ساختن مناسباتشان با کسانی معطوف می‌کنند که به همسازی با آن‌ها بینجامد. کارکنان روابط عمومی باید بدانند که چطور به شکلی شفاف بنویسند، صحبت کنند و با تجزیه و تحلیلِ امورِ مربوطِ به سازمان و مؤسسه‌یِ خود، به رفع و رجوع مسائل بپردازند. این مهارت‌ها به شدت مورد نیازند، زیرا در رشته‌یِ روابط عمومی، ارتباطِ پیوسته‌ای میانِ کارکنان و کسانی وجود دارد که در تعیینِ سَمتِ سیاست‌های همگانی، نقش ایفا می‌کنند. کارکنانِ روابط عمومی همچنین باید به اندیشه‌ورزیِ انتقادی بپردازند تا بتوانند به واسطهٔ این مهارت، به حلِ مشکلاتِ احتمالیِ مشتریان و موکلانِ خود اقدام کنند.
روابط عمومی دارای چندین قلمروِ کاریِ مشخص است و از همه مقبول‌تر، روابط عمومی مالی، روابط عمومی فراورده و روابط عمومی بحران است:
- روابط عمومی مالی عمدتاً اطلاعات گزارشگران تجاری را فراهم می‌کند.
- روابط عمومی فراورده برای یک فراوردهٔ ویژه یا خدمات (به جای استفاده از آگهیِ بازرگانی) شهرت به دست می‌آورد.
- روابط عمومی بحران به اتهام‌هایِ ناروا و اطلاعاتِ نادرست پاسخ می‌دهد.

## رشته‌ها/ وظایف در روابط عمومی
- ارتباطات شرکتی
- ارتباطات بحران
- ارتباطات اجرایی
- ارتباطات داخلی
- ارتباطات روابط با سرمایه‌گذار
- ارتباطات بازاریابی
- بازاریابی یکپارچه/ارتباطات بازاریابی یکپارچه
- روابط رسانه‌ای
- تولید محتوا
- مدیریت برگزاری رویدادها
- شبکه‌های اجتماعی
- چند رسانه‌ای
- مدیریت خوشنامی
- گفتمان‌سازی و تنظیم سخنرانی‌ها
- روزنامه‌نگاری برند

## تفاوت‌های روابط عمومی و تبلیغات
یکی از بزرگترین تفاوت‌های روابط عمومی و تبلیغات در برنامه‌ریزی است؛ به‌طوری‌که روابط عمومی برای بلندمدت برنامه‌ریزی می‌کند اما تبلیغات، در کوتاه‌ترین زمانِ ممکن به دنبال نتیجه است و البته این موضوع، ریسکِ کار را بالا می‌برد. روابط عمومی با صبر و حوصله و اختصاصِ زمانِ تفکرِ بیشتر به مشتری و شرکت، در جهتِ جلبِ رضایتِ هرچه بیشتر مشتری و ارائه‌یِ خدمات بهتر، سعی در دائمی کردن مشتریان و مخاطبان شرکت دارد.
ارئهٔ چهرهٔ واقعی و شفافِ شرکت به مشتریانْ از وظایف مهم روابط عمومی است و اگر این درک به وجود آید که مشتریانْ صاحبانِ اصلیِ شرکت هستند و بدونِ وجودِ آن‌ها شرکت و سود دهی معنی نخواهد داشت، در می‌یابیم که باید به روابط عمومی حرفه‌ای، به دیده‌یِ یک بخشِ مهم و لازم در هر سازمانی نگریسته شود.
مدیرعاملان و مدیرانِ رده‌بالا، زمانِ کافی برای رسیدگی به سیلِ اطلاعاتی که هر روزه به سازمان‌ها سرازیر می‌شوند را ندارند؛ و البته تمامِ این اطلاعات نیز به کار آن‌ها نمی‌آید. در این زمینه، دسته‌بندیِ اطلاعاتِ وارد شده به سازمان‌ها، به‌روزرسانی و شناختِ ارتباطِ آن‌ها با سمت‌های متفاوت مدیران، نه تنها به صرفه‌جویی در زمان آن‌ها کمک فراوانی می‌کند بلکه باعث جلوگیری از پراکندگی و سردر گمی واحدهای مختلف سازمان می‌شود. این کاتالیزورِ تصمیم‌گیری در سازمانْ تا حد زیادی به مشتریان نیز کمک می‌کند؛ و آن‌ها هم می‌دانند برای مطالبات خود به کجا مراجعه نمایند.
امروزه مشتری‌مداری نه به عنوان یک شعار که به عنوان یک رُکن اصلی در سودآوری و بقای سازمان‌ها و شرکت‌ها به مِوضوعی حیاتی تبدیل شده‌است و دیگر نمی‌توان با شعار دادنِ بدونِ عملْ گفت که سازمانی به این امر پرداخته‌است یا سازمان این ادعا را داشته باشد، در حالی که در عملْ مشتریان رضایتی از سازمان ندارند.
بازگوکردنِ واقعیت‌های سازمان‌ها برای مشتریان و حدِ این شفاف‌سازی، دغدغهٔ اصلیِ روابط‌عمومی‌ها است. چرا که آنجا که پای بازگوکردنِ اسرارِ سازمان در میان استْ میانِ حقوقِ مشتری و اسرارِ سازمانْ باید به بهترین نحو توازن برقرار کرد.
ساختن چهره‌ای مناسب از سازمان در میان مردم و مخاطبان اصلی سازمان یا شرکت و نیز مطرح کردن نام یا برند در بین این همه سازمان و شرکت که روزانه به تعداد آن‌ها افزوده می‌شود، کاری است که تنها یک روابط عمومی حرفه‌ای و آگاه از عهده آن بر می‌آید.
روابط عمومی به دنبال سود دو طرفه است و مثل تبلیغات تنها به سود سازمان خود فکر نمی‌کند و در واقع روابط عمومی تلاش دارد تا با ارتباطی هدفمند و مؤثر، ضمن برآوردن نیازهای سازمان خود در جهت شکل‌دهی صحیح به ارتباط مشتریان و سازمانش اقدام کند و از این طریق ارتباط مخاطبان با سازمان را تسهیل کنند.